# المخرشية (أسلم)

تعديل مصدري - تعديل

المخرشية هي إحدى قرى عزلة أسلم اليمن بمديرية أسلم التابعة لمحافظة حجة، بلغ تعداد سكانها 103 نسمة حسب تعداد اليمن لعام 2004.